# Don't Stop (EP)
Don't Stop es el cuarto EP de la banda australiana 5 Seconds of Summer, publicado el 16 de junio de 2014 por Capitol Records. El EP incluye el éxito "Don't Stop".

## Lista de canciones
| CD y Descarga digital |                               |          |  |
| N.º                   | Título                        | Duración |  |
| 1.                    | «Don't Stop» (Demo de Ashton) | 2:50     |  |
| 2.                    | «Rejects»                     | 2:49     |  |
| 3.                    | «Try Hard»                    | 3:41     |  |
| 4.                    | «Wrapped Around Your Finger»  | 3:40     |  |